# Łańcuch przeciwślizgowy
Łańcuch przeciwślizgowy – potocznie zwany „łańcuchem na koło”, łańcuch składający się z sekcji (zazwyczaj dwóch) odcinków obejmujących obrzeże opony, połączonych szeregiem łańcuchów lub płytek, pokrywających poprzecznie bieżnik opony. Pod naciskiem pojazdu łańcuch jest wgniatany w miękką warstwę podłoża, zwiększając przyczepność koła.

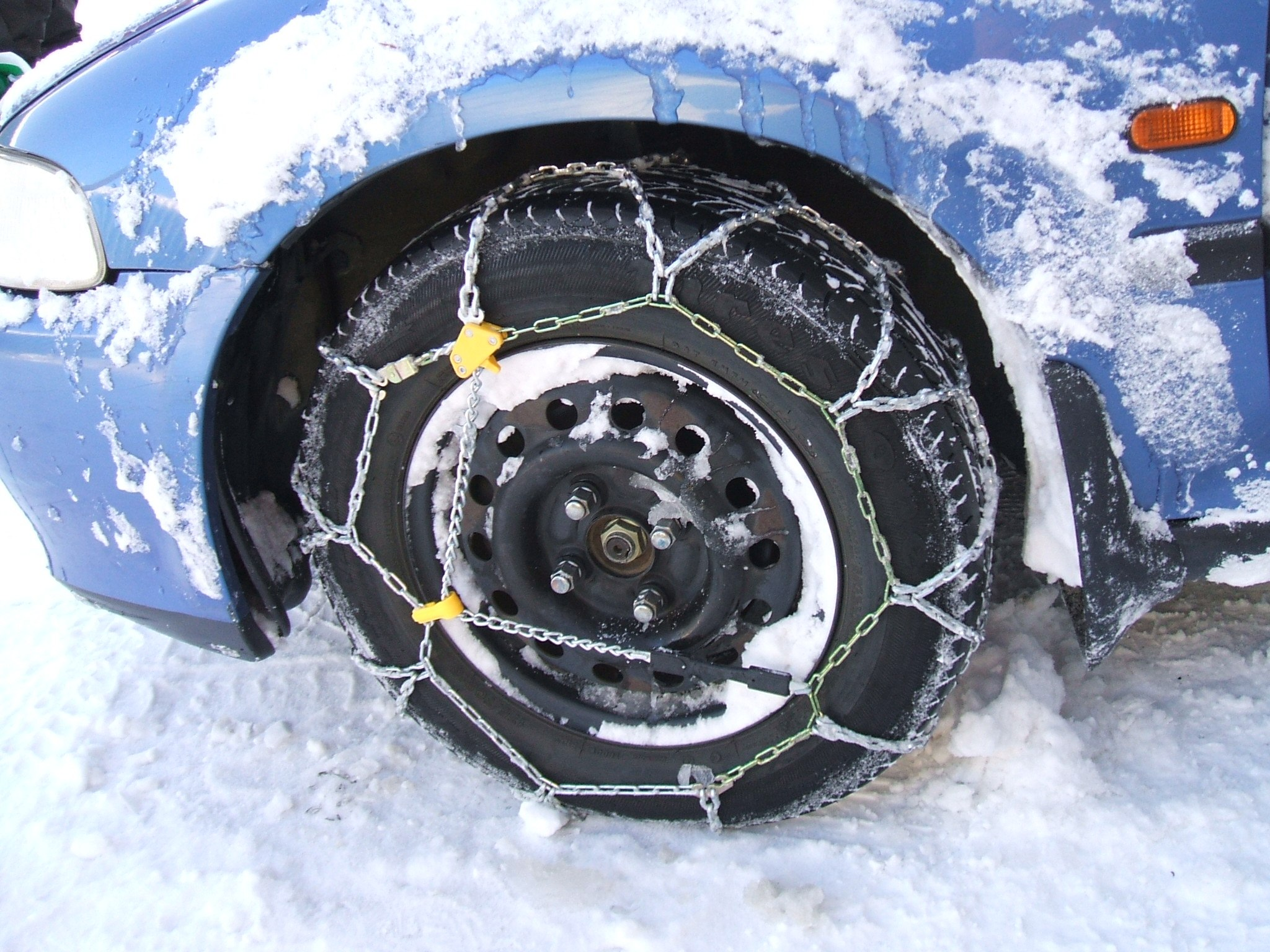
Łańcuch przeciwślizgowy

## Łańcuch przeciwślizgowy śnieżny
To łańcuch służący zwiększeniu przyczepności (tarcia) kół pojazdu w zetknięciu z nawierzchnią drogi zaśnieżonej lub oblodzonej, zakładany przeważnie w zimie w ciężkich warunkach pogodowych, szczególnie na odcinkach bocznych dróg górskich oraz w warunkach stałego śniegu (np. obszary za kołem podbiegunowym). Łańcuchów przeciwślizgowych nie należy stosować na odcinkach dróg asfaltowych niezaśnieżonych bądź nieoblodzonych ze względu na destrukcyjne skutki dla nawierzchni.
Podział łańcuchów ze względu na sposób montażu:
- łańcuchy zwykłe – wymagają łączenia pętli wewnętrznej. Ich zakładanie jest uciążliwe. Po założeniu wymagają dociągnięcia po przejechaniu kilkunastu metrów. Są respektowane przez policję krajach, gdzie posiadanie łańcuchów w bagażniku jest wymagane. Ich zakładanie i zdejmowanie wymaga wkładania rąk pod błotnik.
- łańcuchy samonapinające się – łańcuchy te zakłada się tak samo, jak łańcuchy zwykłe. Są one wyposażone w system samonapinający łańcuchy po założeniu ich na koło. Nie wymagają dociągania, jednakże po przejechaniu kilku metrów należy je skontrolować. W zależności od konstrukcji układu samonapinacza może być konieczne dodatkowe zwiększenie naciągu układu samonapinającego
- łańcuchy z łatwym montażem (mocowane do koła) – łańcuchy takie najczęściej wymagają zamontowania specjalnego uchwytu na śrubie mocującej koło. Montaż takiego łańcucha jest bardzo prosty. Łańcuch przyczepia się do adaptera a jego prawidłowe nałożenie na koło oraz naciągnięcie dokonuje się automatycznie po kilku obrotach koła. Pewną odmianą są tu „łańcuchy plastikowe”. Są one lekkie i łatwe w montażu. W plastikowych elementach obejmujących koło wmontowane są metalowe elementy zwiększające przyczepność koła. „Łańcuchy” te mają zastosowanie głównie w pojazdach osobowych, gdzie obciążenie koła nie jest zbyt duże.
- łańcuchy z łatwym montażem (nakładane na koło) – łańcuchy takie „naciąga” się na koło, następnie pojazdem należy przejechać mały odcinek, aby koło obróciło się o 180 stopni. Wtedy należy dociągnąć drugą część łańcucha. Specjalna konstrukcja mechanizmu samonapinacza napina łańcuch w czasie jazdy. Po zatrzymaniu pojazdu samonapinacz (w górnej pozycji) przestaje napinać łańcuch, co umożliwia łatwe ściągnięcie go z koła.
- opaski tekstylne (nakładane na koło) – ten rodzaj nakładki na koło zastępuje łańcuchy na lodzie i śniegu. Nakładka jest lekka, łatwa do założenia i zdjęcia, mała po złożeniu, w czasie jazdy sama się układa prawidłowo na kole. W krajach gdzie wymagane jest wożenie łańcuchów w bagażniku, należy mieć dodatkowo łańcuchy z prawdziwych ogniw dla kontroli drogowej.

## Łańcuch przeciwślizgowy terenowy
To łańcuch służący zwiększeniu przyczepności kół pojazdu w warunkach jazdy terenowej (bezdroże). Tego typu łańcuchy wyróżnia szczególnie agresywna forma części bieżnikowej w postaci wystających płytek bądź pazurów przyspawanych do ogniw. Stosowane są one zazwyczaj w leśnictwie oraz w kołowych wozach bojowych.

## Łańcuch przeciwślizgowo-ochronny
To łańcuch zwiększający przyczepność kół oraz, dzięki zwartej budowie części bieżnikowej, ochraniający oponę przed uszkodzeniami i przyspieszonym zużyciem w trudnych warunkach eksploatacji. Łańcuchy takie mają zastosowanie przemysłowe w kamieniołomach, kopalniach kruszyw, kopalniach rud.

Znak drogowy C-18: „nakaz używania łańcuchów przeciwpoślizgowych”

## Rozwiązania alternatywne
- Kable śnieżne (ang. snow cables) – rozwiązanie podobne do łańcuchów śnieżnych, jednak zamiast łańcuchów stosuje się linkę stalową.
- Opona zimowa (ang. snow tires) – opona z głębokim bieżnikiem odgarniającym śnieg w celu poprawienia trakcji.
- Opona z kolcami (ang. studded tires) – opona zimowa z kolcami zwiększającymi przyczepność na lodzie i śniegu.
- Łańcuch pająkowy (ang. spider shaped chain) – łańcuch w kształcie pająka montowany do boku koła. W niektórych rozwiązaniach stosowana jest konstrukcja plastikowa (przypominająca pająka) z elementami metalowymi (zastępującymi łańcuch) zwiększającymi przyczepność koła
- Łańcuchy tekstylne lub kompozytowe (ang. socks) – wykonana z materiału tekstylnego lub materiałów kompozytowych nakładka na koło zwiększająca przyczepność na lodzie i śniegu. W Polsce czasami funkcjonuje nazwa opaska śniegowa, jednak bardziej popularne jest określenie skarpetki śniegowe (dosłowne tłumaczenie). Zaletą tego rozwiązania jest to, że nie wpływa ono na działanie systemów wspomagania jazdy jak np. ABS czy ESP, nie niszczy felg i opon czy jest łatwe w założeniu. Samochód też znacznie łatwiej się prowadzi ze skarpetkami w porównaniu do samochodów z tradycyjnymi łańcuchami na koła. Wadą tekstylnych skarpet na koła jest to, że szybko się zużywają, jeżeli pojazd wjedzie na nawierzchnie bez lodu i śniegu – zwłaszcza gdy na niej jest piasek i sól. Kolejną wadą jest to, że według przepisów prawa drogowego nie są uznawane jako substytut łańcuchów[1].
- Automatyczne łańcuchy (ang. automatic snow chains) – łańcuchów tych nie mocuje się na kole. Są one „wrzucane” pod koło w czasie jazdy za pomocą specjalnego mechanizmu. Konstrukcja mechanizmu jest następująca. Proste odcinki łańcuchów są przyczepione jednym końcem do brzegu obrotowego talerza umieszczonego w pobliżu koła napędowego pojazdu. Talerz obracając się, wrzuca łańcuchy pod koło, zwiększając jego przyczepność. Po wyłączeniu automatycznych łańcuchów talerz przestaje się obracać i unosi się na taką wysokość, aby łańcuchy przyczepione do tego talerza nie przeszkadzały w zwykłej jeździe. Łańcuchy te stosuje się głównie w pojazdach ciężarowych (wymagana większa ilość miejsca na ich montaż), gdzie czas założenia łańcuchów jest istotny (np. pojazdy straży pożarnej). Uruchomienie mechanizmu jest bardzo szybkie, co jest główną zaletą Automatycznych Łańcuchów Śnieżnych. Przykładem takiego mechanizmu jest system OnSpot lub system RUD ROTOGRIP.
- Łańcuch w sprayu – po nałożeniu na powierzchnię opony przyjmuje formę chropowatej powierzchni, która powinna zwiększać przyczepność samochodu. Rozwiązanie to jest jednak mało skuteczne[2].